# Roman Wirastiuk
Roman Jarosławowycz Wirastiuk (ukr. Роман Ярославович Вірастюк; ur. 21 kwietnia 1968 w Iwano-Frankiwsku, zm. 27 lipca 2019 w Kijowie) – ukraiński lekkoatleta specjalizujący się w pchnięciu kulą, brązowy medalista mistrzostw Europy, wielokrotny uczestnik mistrzostw świata i igrzysk olimpijskich.

## Przebieg kariery
W latach 1989–1993 startował głównie w zawodach rozgrywanych na terenie swego kraju. W 1994 wystąpił na mistrzostwach Europy – w hali awansował do finału, w którym zajął 11. pozycję, na stadionie zaś uzyskał w finale wynik 19,59 m i wywalczył ostatecznie brązowy medal. Był finalistą mistrzostw świata rozgrywanych w Göteborgu, w tejże fazie zajął ostatecznie 7. pozycję.
W 1996 wystąpił na igrzyskach olimpijskich, na których zajął 6. pozycję, uzyskując w finale rezultat 20,45 m.
Na ogólnoświatowym czempionacie w Atenach zajął 6. pozycję, natomiast na halowych mistrzostwach Europy rozgrywanych w Walencji znalazł się na 5. pozycji w tabeli wyników. W 1999 otrzymał srebrny medal światowych wojskowych igrzysk sportowych.
Był uczestnikiem igrzysk olimpijskich w Sydney, tam zaliczył słabszy występ niż cztery lata wcześniej, gdyż w eliminacjach uzyskał wynik 19,27 m plasujący go na 10. pozycji w kolejce – tym samym nie awansował do finału.
W 2003 powtórnie został srebrnym medalistą światowych wojskowych igrzysk sportowych. Po raz ostatni w zawodach międzynarodowych wystartował w ramach igrzysk olimpijskich w Atenach, gdy w swej konkurencji odpadł w fazie eliminacji, zajmując w niej 16. pozycję z rezultatem 18,52 m.

## Osiągnięcia
| Rok     | Zawody                              | Miasto     | Miejsce | Wynik |
| ------- | ----------------------------------- | ---------- | ------- | ----- |
| 1994    | Halowe mistrzostwa Europy           | Paryż      | 11.     | 18,70 |
| 1994    | Puchar Europy                       | Birmingham | 2.      | 19,40 |
| 1994    | Mistrzostwa Europy                  | Helsinki   | 3.      | 19,59 |
| 1995    | Mistrzostwa świata                  | Göteborg   | 7.      | 19,66 |
| 1996    | Letnie igrzyska olimpijskie         | Atlanta    | 6.      | 20,45 |
| 1997    | Mistrzostwa świata                  | Ateny      | 6.      | 20,12 |
| 1998    | Halowe mistrzostwa Europy           | Walencja   | 5.      | 20,19 |
| 1998    | Finał Grand Prix                    | Moskwa     | 7.      | 19,61 |
| 1999    | Światowe wojskowe igrzyska sportowe | Zagrzeb    | 2.      | 19,90 |
| 1999    | Mistrzostwa świata                  | Sewilla    | 8. H    | 19,73 |
| 2000    | Halowe mistrzostwa Europy           | Gandawa    | 5.      | 20,07 |
| 2000    | Letnie igrzyska olimpijskie         | Sydney     | 10. H   | 19,27 |
| 2001    | Halowe mistrzostwa świata           | Lizbona    | 12.     | 19,55 |
| 2002    | Mistrzostwa Europy                  | Monachium  | 9.      | 19,52 |
| 2003    | Mistrzostwa świata                  | Paryż      | 9.      | 19,61 |
| 2003    | Światowe wojskowe igrzyska sportowe | Katania    | 2.      | 19,30 |
| 2004    | Letnie igrzyska olimpijskie         | Ateny      | 16. H   | 18,52 |
| Źródło: |                                     |            |         |       |

## Rekordy życiowe
Rekord życiowy na stadionie to 21,34 m i został ustanowiony 7 maja 2000 roku w Iwano-Frankiwsku. Natomiast rekord życiowy zawodnika osiągnięty w hali to 20,63 m i został ustanowiony 11 lutego 1998 roku we Lwowie.